# Arnold Palmer Invitational
L’Arnold Palmer Invitational è un torneo di golf del PGA tour. Si gioca ogni marzo al Bay Hill Club and Lodge, un campo da golf privato di proprietà dal 1974 di Arnold Palmer a Bay Hill, un sobborgo a sud-ovest di Orlando, in Florida. L'evento è nato nel 1979 come successore del Florida Citrus Open Invitational, che ha debuttato nel 1966 ed è stato giocato al Rio Pinar Country Club, a est di Orlando, fino al 1978. Arnold Palmer ha vinto il Florida Citrus Open nel 1971. Dal 1979, il torneo ha avuto diversi nomi,  ma dal 2007 lo si gioca con l'attuale denominazione. Il 21 marzo 2012, Arnold Palmer Invitational e MasterCard Worldwide hanno annunciato un'estensione alla sponsorizzazione di MasterCard fino all' edizione del 2016.   Nel giugno 2014, il PGA Tour ha approvato una risoluzione per concedere al vincitore un'esenzione di tre anni, uno in più rispetto ai normali eventi Tour e alla pari con i vincitori dei Campionati mondiali di golf (WGC), del The Tour Championship e del Memorial Tournament , rendendogli così possibile partecipare al tour per i tre anni successivi, anche se non ne avesse avuto i requisiti. A partire dall'edizione del 2017, il vincitore riceve un cardigan rosso in memoria di Arnold Palmer, scomparso nello stesso anno.
Nel 2019, l'evento è stato aggiunto all'Open Qualifying Series, offrendo così fino a tre giocatori che non avrebbero potuto partecipare all'Open Championship, questa possibilità. L'Arnold Palmer Invitational è uno dei soli cinque tornei con lo status di "su invito" del PGA Tour, e di conseguenza ha un gruppo di giocatori ammessi ridotto a soli 120 giocatori; a differenza della maggior parte dei tornei full-field con fino a 156 giocatori partecipanti.

## Composizione del gruppo dei giocatori
Il gruppo è composto da 120 giocatori ammessi secondo i seguenti criteri:
1. Vincitori della gara prima del 2000 e negli ultimi cinque anni;
2. I vincitori del The Players Championship e i vincitori di major negli ultimi cinque anni;
3. I vincitori del Tour Championship, World Golf Championship e Memorial Tournament negli ultimi tre anni;
4. Vincitori del torneo negli anni passati;
5. Membro della dell'ultima squadra statunitense della Ryder Cup; attuali membri del PGA Tour che erano nell'ultima squadra europea della Ryder Cup, della squadra statunitense della President's Cup e della squadra internazionale della President's Cup;
6. Vincitori degli U. S. Amateur degli anni precedenti (se ancora amatori);
7. Top 50 della classifica ufficiale mondiale del golf (considerando quella del venerdì precedente);
8. Membri a vita del PGA Tour;
9. 18 esenzioni per gli sponsor - 2 dalle finali del tour di Web.com (il tour professionistico americano di 2º livello), 8 membri non altrimenti esenti e 8 senza restrizioni;
10. Fino a due giocatori stranieri designati dal commissario;
11. Top 70 dalla lista dei punti della FedEx Cup dell'anno precedente;
12. Membri nella top 125 non appartenente alla categoria i cui punti non WGC dell'anno precedente equivalgono o superano la 70ª posizione nella lista dei punti della FedEx Cup dell'anno precedente;
13. Top 70 dalla lista punti della FedEx Cup dell'anno in corso (basato sulla classifica del venerdì precedente);
14. Il campione o giocatore dell'anno della sezione del PGA tour della Florida del Nord Posizioni;
15. Le posizioni eventualmente rimanenti saranno assegnate ai giocatori rimanenti in base alla posizione occupata dall'elenco dei punti della FedEx Cup dell'anno in corso.

## Vincitori
Nella seguente tabella sono elencati i vincitori del torneo dalla sua istituzione (nel 1966, come "Florida Citrus Open Invitational" a oggi.
| Anno                                               | Vincitore                                          | Stato                                              | Punteggio                                          | Rispetto al Par                                    | Colpi sul secondo                                  | Secondo/i                                          | Guadagno del Vincitore ($)                         | Montepremi ($)                                     |
| Arnold Palmer Invitational presented by MasterCard | Arnold Palmer Invitational presented by MasterCard | Arnold Palmer Invitational presented by MasterCard | Arnold Palmer Invitational presented by MasterCard | Arnold Palmer Invitational presented by MasterCard | Arnold Palmer Invitational presented by MasterCard | Arnold Palmer Invitational presented by MasterCard | Arnold Palmer Invitational presented by MasterCard | Arnold Palmer Invitational presented by MasterCard |
| -------------------------------------------------- | -------------------------------------------------- | -------------------------------------------------- | -------------------------------------------------- | -------------------------------------------------- | -------------------------------------------------- | -------------------------------------------------- | -------------------------------------------------- | -------------------------------------------------- |
| 2024                                               | Scottie Scheffler (2)                              | Stati Uniti                                        | 273                                                | −15                                                | 5 colpi                                            | Wyndham Clark                                      | 20,000,000                                         | 4,000,000                                          |
| 2023                                               | Kurt Kitayama                                      | Stati Uniti                                        | 279                                                | −9                                                 | 1 colpo                                            | Harris English Rory McIlroy                        | 20,000,000                                         | 3,600,000                                          |
| 2022                                               | Scottie Scheffler                                  | Stati Uniti                                        | 283                                                | -5                                                 | 1 colpo                                            | Tyrrell Hatton Billy Horschel Viktor Hovland       | 2,160,000                                          | 12,000,000                                         |
| 2021                                               | Bryson DeChambeau                                  | Stati Uniti                                        | 277                                                | -11                                                | 1 colpo                                            | Lee Westwood                                       | 1,674,000                                          | 9,300,000                                          |
| 2020                                               | Tyrrell Hatton                                     | Inghilterra                                        | 284                                                | −4                                                 | 1 colpo                                            | Marc Leishman                                      | 1,674,000                                          | 9,300,000                                          |
| 2019                                               | Francesco Molinari                                 | Italia                                             | 276                                                | −12                                                | 2 colpi                                            | Matthew Fitzpatrick                                | 1,638,000                                          | 9,100,000                                          |
| 2018                                               | Rory McIlroy                                       | Irlanda del Nord                                   | 270                                                | −18                                                | 3 colpi                                            | Bryson DeChambeau                                  | 1,602,000                                          | 8,900,000                                          |
| 2017                                               | Marc Leishman                                      | Australia                                          | 277                                                | −11                                                | 1 colpo                                            | Charley Hoffman Kevin Kisner                       | 1,566,000                                          | 8,700,000                                          |
| 2016                                               | Jason Day                                          | Australia                                          | 271                                                | −17                                                | 1 colpo                                            | Kevin Chappell                                     | 1,134,000                                          | 6,300,000                                          |
| 2015                                               | Matt Every (2)                                     | Stati Uniti                                        | 269                                                | −19                                                | 1 colpo                                            | Henrik Stenson                                     | 1,134,000                                          | 6,300,000                                          |
| 2014                                               | Matt Every                                         | Stati Uniti                                        | 275                                                | −13                                                | 1 colpo                                            | Keegan Bradley                                     | 1,116,000                                          | 6,200,000                                          |
| 2013                                               | Tiger Woods (8)                                    | Stati Uniti                                        | 275                                                | −13                                                | 2 colpi                                            | Justin Rose                                        | 1,116,000                                          | 6,200,000                                          |
| 2012                                               | Tiger Woods (7)                                    | Stati Uniti                                        | 275                                                | −13                                                | 5 colpi                                            | Graeme McDowell                                    | 1,080,000                                          | 6,000,000                                          |
| 2011                                               | Martin Laird                                       | Scozia                                             | 280                                                | −8                                                 | 1 colpi                                            | Steve Marino                                       | 1,080,000                                          | 6,000,000                                          |
| 2010                                               | Ernie Els (2)                                      | Sudafrica                                          | 277                                                | −11                                                | 2 colpi                                            | Edoardo Molinari Kevin Na                          | 1,080,000                                          | 6,000,000                                          |
| 2009                                               | Tiger Woods (6)                                    | Stati Uniti                                        | 275                                                | −5                                                 | 1 colpo                                            | Sean O'Hair                                        | 1,080,000                                          | 6,000,000                                          |
| 2008                                               | Tiger Woods (5)                                    | Stati Uniti                                        | 270                                                | −10                                                | 1 colpo                                            | Bart Bryant                                        | 1,044,000                                          | 5,800,000                                          |
| 2007                                               | Vijay Singh                                        | Figi                                               | 272                                                | −8                                                 | 2 colpi                                            | Rocco Mediate                                      | 990,000                                            | 5,500,000                                          |
| Bay Hill Invitational presented by MasterCard      |                                                    |                                                    |                                                    |                                                    |                                                    |                                                    |                                                    |                                                    |
| 2006                                               | Rod Pampling                                       | Australia                                          | 274                                                | −14                                                | 1 colpo                                            | Greg Owen                                          | 990,000                                            | 5,500,000                                          |
| 2005                                               | Kenny Perry                                        | Stati Uniti                                        | 276                                                | −12                                                | 2 colpi                                            | Graeme McDowell Vijay Singh                        | 900,000                                            | 5,000,000                                          |
| 2004                                               | Chad Campbell                                      | Stati Uniti                                        | 270                                                | −18                                                | 6 colpo                                            | Stuart Appleby                                     | 900,000                                            | 5,000,000                                          |
| Bay Hill Invitational presented by Cooper Tires    |                                                    |                                                    |                                                    |                                                    |                                                    |                                                    |                                                    |                                                    |
| 2003                                               | Tiger Woods (4)                                    | Stati Uniti                                        | 269                                                | −19                                                | 11 colpi                                           | Stewart Cink Brad Faxon Kenny Perry Kirk Triplett  | 810,000                                            | 4,500,000                                          |
| 2002                                               | Tiger Woods (3)                                    | Stati Uniti                                        | 275                                                | −13                                                | 4 colpo                                            | Michael Campbell                                   | 720,000                                            | 4,000,000                                          |
| 2001                                               | Tiger Woods (2)                                    | Stati Uniti                                        | 273                                                | −15                                                | 1 colpo                                            | Phil Mickelson                                     | 630,000                                            | 3,500,000                                          |
| 2000                                               | Tiger Woods                                        | Stati Uniti                                        | 270                                                | −18                                                | 4 colpi                                            | Davis Love III                                     | 540,000                                            | 3,000,000                                          |
| 1999                                               | Tim Herron                                         | Stati Uniti                                        | 274                                                | −14                                                | Playoff                                            | Tom Lehman                                         | 450,000                                            | 2,500,000                                          |
| Bay Hill Invitational presented by Office Depot    |                                                    |                                                    |                                                    |                                                    |                                                    |                                                    |                                                    |                                                    |
| 1998                                               | Ernie Els                                          | Sudafrica                                          | 274                                                | −14                                                | 4 colpi                                            | Bob Estes Jeff Maggert                             | 360,000                                            | 2,000,000                                          |
| 1997                                               | Phil Mickelson                                     | Stati Uniti                                        | 272                                                | −16                                                | 3 colpi                                            | Stuart Appleby                                     | 270,000                                            | 1,500,000                                          |
| 1996                                               | Paul Goydos                                        | Stati Uniti                                        | 275                                                | −13                                                | 1 colpo                                            | Jeff Maggert                                       | 216,000                                            | 1,200,000                                          |
| Nestle Invitational                                |                                                    |                                                    |                                                    |                                                    |                                                    |                                                    |                                                    |                                                    |
| 1995                                               | Loren Roberts (2)                                  | Stati Uniti                                        | 272                                                | −16                                                | 2 colpi                                            | Brad Faxon                                         | 216,000                                            | 1,200,000                                          |
| 1994                                               | Loren Roberts                                      | Stati Uniti                                        | 275                                                | −13                                                | 1 colpo                                            | Nick Price Vijay Singh Fuzzy Zoeller               | 216,000                                            | 1,200,000                                          |
| 1993                                               | Ben Crenshaw                                       | Stati Uniti                                        | 280                                                | −8                                                 | 2 colpi                                            | Davis Love III Rocco Mediate Vijay Singh           | 180,000                                            | 1,000,000                                          |
| 1992                                               | Fred Couples                                       | Stati Uniti                                        | 269                                                | −19                                                | 9 colpi                                            | Gene Sauers                                        | 180,000                                            | 1,000,000                                          |
| 1991                                               | Andrew Magee                                       | Stati Uniti                                        | 203*                                               | −13                                                | 2 colpi                                            | Tom Sieckmann                                      | 180,000                                            | 1,000,000                                          |
| 1990                                               | Robert Gamez                                       | Stati Uniti                                        | 274                                                | −14                                                | 1 colpo                                            | Greg Norman                                        | 162,000                                            | 900,000                                            |
| 1989                                               | Tom Kite (2)                                       | Stati Uniti                                        | 278                                                | −6                                                 | Playoff                                            | Davis Love III                                     | 144,000                                            | 800,000                                            |
| Hertz Bay Hill Classic                             |                                                    |                                                    |                                                    |                                                    |                                                    |                                                    |                                                    |                                                    |
| 1988                                               | Paul Azinger                                       | Stati Uniti                                        | 271                                                | −13                                                | 5 colpi                                            | Tom Kite                                           | 135,000                                            | 750,000                                            |
| 1987                                               | Payne Stewart                                      | Stati Uniti                                        | 264                                                | −20                                                | 3 colpi                                            | David Frost                                        | 108,000                                            | 600,000                                            |
| 1986                                               | Dan Forsman                                        | Stati Uniti                                        | 202*                                               | −11*                                               | 1 colpo                                            | Raymond Floyd Mike Hulbert                         | 90,000                                             | 500,000                                            |
| 1985                                               | Fuzzy Zoeller                                      | Stati Uniti                                        | 275                                                | −9                                                 | 2 colpi                                            | Tom Watson                                         | 90,000                                             | 500,000                                            |
| Bay Hill Classic                                   |                                                    |                                                    |                                                    |                                                    |                                                    |                                                    |                                                    |                                                    |
| 1984                                               | Gary Koch (2)                                      | Stati Uniti                                        | 272                                                | −12                                                | Playoff                                            | George Burns                                       | 72,000                                             | 400,000                                            |
| 1983                                               | Mike Nicolette                                     | Stati Uniti                                        | 283                                                | −1                                                 | Playoff                                            | Greg Norman                                        | 63,000                                             | 350,000                                            |
| 1982                                               | Tom Kite                                           | Stati Uniti                                        | 278                                                | −6                                                 | Playoff                                            | Jack Nicklaus Denis Watson                         | 54,000                                             | 300,000                                            |
| 1981                                               | Andy Bean                                          | Stati Uniti                                        | 266                                                | −18                                                | 7 colpi                                            | Tom Watson                                         | 54,000                                             | 300,000                                            |
| 1980                                               | Dave Eichelberger                                  | Stati Uniti                                        | 279                                                | −5                                                 | 3 colpi                                            | Leonard Thompson                                   | 54,000                                             | 300,000                                            |
| Bay Hill Citrus Classic                            |                                                    |                                                    |                                                    |                                                    |                                                    |                                                    |                                                    |                                                    |
| 1979                                               | Bob Byman                                          | Stati Uniti                                        | 278                                                | −6                                                 | Playoff                                            | John Schroeder                                     | 45,000                                             | 250,000                                            |
| Florida Citrus Open                                |                                                    |                                                    |                                                    |                                                    |                                                    |                                                    |                                                    |                                                    |
| 1978                                               | Mac McLendon                                       | Stati Uniti                                        | 271                                                | −17                                                | 2 colpi                                            | David Graham                                       | 40,000                                             | 200,000                                            |
| 1977                                               | Gary Koch                                          | Stati Uniti                                        | 274                                                | −14                                                | 2 colpi                                            | Dale Hayes Joe Inman                               | 40,000                                             | 200,000                                            |
| 1976                                               | Hale Irwin                                         | Stati Uniti                                        | 270                                                | −18                                                | Playoff                                            | Kermit Zarley                                      | 40,000                                             | 200,000                                            |
| 1975                                               | Lee Trevino                                        | Stati Uniti                                        | 276                                                | −12                                                | 1 colpo                                            | Hale Irwin                                         | 40,000                                             | 200,000                                            |
| 1974                                               | Jerry Heard (2)                                    | Stati Uniti                                        | 273                                                | −15                                                | 3 colpi                                            | Homero Blancas Jim Jamieson                        | 30,000                                             | 150,000                                            |
| 1973                                               | Buddy Allin                                        | Stati Uniti                                        | 265                                                | −23                                                | 8 colpi                                            | Charles Coody                                      | 30,000                                             | 150,000                                            |
| 1972                                               | Jerry Heard                                        | Stati Uniti                                        | 276                                                | −12                                                | 2 colpi                                            | Bobby Mitchell                                     | 30,000                                             | 150,000                                            |
| Florida Citrus Invitational                        |                                                    |                                                    |                                                    |                                                    |                                                    |                                                    |                                                    |                                                    |
| 1971                                               | Arnold Palmer                                      | Stati Uniti                                        | 270                                                | −18                                                | 1 colpo                                            | Julius Boros                                       | 30,000                                             | 150,000                                            |
| 1970                                               | Bob Lunn                                           | Stati Uniti                                        | 271                                                | −17                                                | 1 colpo                                            | Arnold Palmer Bob Stanton                          | 30,000                                             | 150,000                                            |
| Florida Citrus Open Invitational                   |                                                    |                                                    |                                                    |                                                    |                                                    |                                                    |                                                    |                                                    |
| 1969                                               | Ken Still                                          | Stati Uniti                                        | 278                                                | −10                                                | 1 colpo                                            | Miller Barber                                      | 23,000                                             | 115,000                                            |
| 1968                                               | Dan Sikes                                          | Stati Uniti                                        | 274                                                | −14                                                | 1 colpo                                            | Tom Weiskopf                                       | 23,000                                             | 115,000                                            |
| 1967                                               | Julius Boros                                       | Stati Uniti                                        | 274                                                | −10                                                | 1 colpo                                            | George Knudson Arnold Palmer                       | 23,000                                             | 115,000                                            |
| 1966                                               | Lionel Hebert                                      | Stati Uniti                                        | 279                                                | −5                                                 | 2 colpi                                            | Charles Coody Dick Lytle Jack Nicklaus             | 21,000                                             | 110,000                                            |

* ridotto a 54 buche causa pioggia